# 하얀 리본
《하얀 리본》(독일어: Das weiße Band, Eine deutsche Kindergeschichte, 영어: The White Ribbon)은 2009년 제작된 흑백, 드라마 영화이다. 미하엘 하네케가 감독과 각본을 맡았다.
제62회 칸 영화제(2009) 황금종려상, 2009 골든 글로브상 외국어 영화상, 2009 유럽 영화상 작품상 수상작이다.

## 줄거리
이름 없는 나이든 재단사가 이 우화를 들려주며, 먼 옛날 마을 학교 교사로 일하며 유모였던 약혼녀 에바를 만났던 일화를 들려준다. 1913년 7월부터 1914년 8월 9일까지 독일 북부 아이히발트라는 가상의 개신교 마을이 배경인데, 그곳에서 목사이자 의사, 그리고 남작이 지역 여성, 어린이, 그리고 농민들을 다스렸다.
청교도적인 목사는 견진성사 수업을 진행하며 사춘기 자녀들에게 사소해 보이는 잘못에도 죄책감을 심어준다. 그는 자녀들이 잃어버린 순수함과 결백함을 상기시키기 위해 흰 리본을 달게 한다. 심문을 받던 그의 아들은 '부정한' 신체 접촉을 자백하고, 목사는 매일 밤 아들의 손을 침대 프레임에 묶는다. 홀아비인 의사는 마을 아이들에게는 친절하지만, 가정부(그와 성관계를 맺고 있는 지역 조산사)에게는 굴욕감을 주고, 십 대 딸을 성적으로 학대하기도 한다. 영주인 남작은 마을 사람들, 특히 농장 일꾼들을 위해 수확 축제를 후원한다.
결국 남작의 유모인 에바와 친구가 된 여교사는 크리스마스 방학 동안 에바의 집을 방문하게 된다. 에바에게 청혼한 여교사는 과묵한 에바의 아버지로부터 마지못해 결혼 허락을 받지만, 1년간의 시험 기간 때문에 결국 허락을 받지 못한다.
이야기가 전개되는 동안 설명할 수 없는 해로운 사건들이 일어난다. 두 나무 사이에 철사가 팽팽하게 꽂히면서 의사는 말에서 떨어진다. 과로에 시달리는 농부의 아내는 제재소에서 썩은 마루판이 무너지면서 사망하고, 그 후 그의 아들은 남작의 양배추 밭을 상징적으로 파괴한다. 슬픔에 잠긴 남편은 결국 스스로 목을 매 자살한다. 남작의 어린 아들 시기는 추수감사절 날 실종되었다가 다음 날 아침 제재소에서 결박당하고 채찍질당한 채 발견된다. 남작은 이 일로 에바를 즉시 내쫓는다. 영지의 헛간이 불에 타버린다. 이탈리아에서 잠시 머물렀던 남작 부인은 남편에게 다른 남자와 사랑에 빠졌다고 말하며 아이히발트를 떠나려 한다. 목사가 견진성사 앞에서 딸을 질책한 직후, 그녀는 가위를 들고 목사의 앵무새 새장을 연다. 목사는 책상 위에서 십자가 모양으로 잔인하게 찔린 앵무새를 발견한다. 남작 영지 관리인의 딸은 산파의 장애를 가진 아들에게 해가 닥칠 것이라는 끔찍한 꿈 예감을 주장한다. 그러자 그 아들은 공격을 받아 거의 시력을 잃었고, 야간 수색 중 출애굽기 20장 5절이 적힌 잘 쓴 쪽지와 함께 발견된다. 관리인은 시기에게서 플루트를 훔쳤다는 이유로 아들을 마구 때린다.
조산사는 아들이 자신을 공격한 범인을 말했다고 주장하며 급히 학교 선생님에게서 자전거를 빼앗아 마을 경찰서에 신고한다. 조산사와 아들은 다시는 보이지 않는다. 한편, 의사와 그의 가족도 갑자기 사라지고, 병원 문에 진료소 폐쇄를 알리는 쪽지를 남긴다. 점점 커지는 의심은 목사 사제관에서 대치로 이어진다. 목사는 목사의 자녀와 학생들이 지역 사회의 문제를 미리 알고 있었다며, 그들이 범행을 저질렀을 가능성이 높다고 말한다. 화가 난 목사는 그를 질책하며, 같은 주장을 반복하면 당국에 신고하고 감옥에 보내겠다고 위협한다. 의사와 조산사가 이 불미스러운 사건의 범인이라는 소문이 돌기 시작한다.
영화는 제1차 세계 대전이 공식적으로 발발한 지 며칠 후, 화자의 장래 장인이 방문한 날, 주일 교회에서 마지막 장면이 펼쳐진다. 마을에는 여전히 불안이 감돌고 있으며, 이 폭력 사건에 대한 적절한 설명은 없다. 결국 내레이터는 징집되어 아이히발트를 떠나 다시는 돌아오지 않는다.

## 출연

### 주연
- 크리스티안 프리에델 : 학교 교사 역
- 레오니 베네쉬 : 에바 역

### 조연
- 에른스트 야코비 : 학교 교사 역 (노인 목소리)
- 울리히 터커 : 남작 역
- 우르시나 라르디 : 남작 부인 역
- 피온 무테르트 : 시기 역
- 마이클 크랜즈 : 가정교사 역
- 버그하트 클로브너 : 목사 역
- 스테피 쿠네트 : 목사의 아내 역
- 마리아빅토리아 드라구스 : 클라라 역
- 레너드 프로소프 : 마르틴 역
- 레빈 헨닝 : 아돌프 역
- 조한나 부세 : 마르가르테 역
- 티볼트 세리에 : 구스타프 역
- 조셉 비어비츨러 : 집사 역
- 가브리엘라 마리아 : 집사의 아내 역
- 야니아 파우츠 : 에르나 역
- 엔노 트렙스 : 게오르그 역
- 테오 트렙스 : 페르디난드 역
- 라이너 복 : 의사 역
- 수잔느 로다 : 조산사 역
- 록산느 듀란 : 안나 역
- 밀얀 샤텔라인 : 루돌프 역
- 에디 그랄 : 칼리 역
- 브랑코 사마로프스키 : 농부 역
- 클라우스 만센 : 농부 역 (목소리)
- 비르기트 미니히마이르 : 프리다 역
- 제바스티안 훌크 : 막스 역
- 마리사 그로왈트 : 하녀 역

## 기타
- Line PD: 울리 뉴먼
- 미술: 크리스토프 캔터
- 세트: 하이크 울프
- 분장: 왈데마르 포크롬스키
- 의상: 모이델 비켈
- 배역: 시모네 베어
- 배역: 카멘 롤리
- 배역: 마커스 슐레진저
- 수입사:  피터팬픽쳐스